# Islamanagar
Islamnagar, també esmentada com Aryanagar, és un nagar panchayat (equivalent a municipalitat) del districte de Badaun, a Uttar Pradesh, Índia. Al cens de 2001 figura amb 26.055 habitants (6.367 el 1901).

## Batalla d'Islamnagar
El maig de 1857, durant el motí dels sipais es va lliurar un combat a la ciutat entre un grup de rebels i les tropes del nawab de Rampur que era lleial als britànics; la victòria fou pel nawab. Després d'això fou administrada com municipalitat per l'Acta XX de 1856.